# Heinrich Jahns
Heinrich Jahns (* 4. August 1866 in Rotenkirchen; † unbekannt) war ein deutscher Politiker (DNVP).

## Leben
Jahns war seit 1894 Gutspächter in Zidderich bei Goldberg. In Goldberg war er Vorsitzender der DNVP, außerdem arbeitete er in der Landwirtschaftskammer mit. Jahns engagierte sich auch im "Förderungsausschuss wirtschaftsfreundlicher Arbeitervereine". 1919 wurde er Abgeordneter im Verfassunggebenden Landtag von Mecklenburg-Schwerin; diesen Posten legte er jedoch schon im August 1919 wieder nieder. 